# Thước đo Kinsey
Thước đo Kinsey là thang đo dùng để xác định thiên hướng tình dục của một người, quan điểm của nó là thiên hướng tình dục có thể biến thiên trong khoảng từ hoàn toàn dị tính luyến ái qua song tính luyến ái rồi đến hoàn toàn đồng tính luyến ái chứ không nhất thiết chỉ tồn tại một kiểu người với duy nhất một thiên hướng tình dục. Thang gồm 7 nấc, ngoài ra để bổ sung nó còn thêm một loại khác X để chỉ người vô tính, những người không có ham muốn tình dục với cả nam lẫn nữ (asexuality). Thang đo là kết quả nghiên cứu của nhà tình dục học Alfred Kinsey.
Giới thiệu về thang đo ông viết:
Thế giới đàn ông không bị chia thành 2 nhóm riêng rẽ là dị tính luyến ái và đồng tính luyến ái cũng như thế giới thực tại không bao giờ bị chia thành một bên là dê, một bên là cừu, nó là một thể liên tục trên mọi khía cạnh của nó. Khi xem xét sự thay đổi dần dần trong khuynh hướng tình dục của đàn ông, việc đưa ra một loại thang đo là cần thiết... Mỗi cá nhân có thể ứng với một vị trí nào đó trong thang đo, tuỳ thuộc vào những giai đoạn khác nhau trong cuộc đời mỗi người... Một thang đo 7 nấc sẽ tiến gần đến sự chuyển biến dần dần tồn tại trong thực tế đời sống.

## Đánh giá

Thước đo Kinsey

| Mức | Đánh giá                                                                                      |
| --- | --------------------------------------------------------------------------------------------- |
| 0   | Hoàn toàn thích quan hệ tình dục, tình cảm với người khác giới (hoàn toàn dị tính luyến ái)   |
| 1   | Chủ yếu dị tính luyến ái chỉ đôi khi đồng tính luyến ái                                       |
| 2   | Chủ yếu dị tính luyến ái đôi khi đồng tính luyến ái nhưng nhiều hơn                           |
| 3   | Đồng đều giữa dị tính luyến ái và đồng tính luyến ái                                          |
| 4   | Chủ yếu đồng tính luyến ái đôi khi dị tính luyến ái nhưng nhiều hơn                           |
| 5   | Chủ yếu đồng tính luyến ái chỉ đôi khi dị tính luyến ái                                       |
| 6   | Hoàn toàn thích quan hệ tình dục, tình cảm với người cùng giới (hoàn toàn đồng tính luyến ái) |
| X   | Không có liên hệ hoặc phản ứng với tình dục xã hội                                            |